# Sociología pragmática
La sociología pragmática refiere a una constelación de corrientes sociológicas francesas inspiradas por la etnometodología, la sociología de la ciencia y la sociología de la acción colectiva, comúnmente agrupadas bajo este denominador desde finales de la década de 1980. A menudo se refiere a un estilo, ya que la sociología pragmática no es una corriente unificada. Encuentra sus orígenes en la obra de Luc Boltanski y Laurent Thévenot , y busca "construir un enfoque que tenga en cuenta la capacidad de los actores para adaptarse a diferentes situaciones de la vida social".
Esta perspectiva sostiene a comienzos del siglo XXI cierto lugar en el panorama intelectual de las ciencias sociales en Francia y más allá. Su incumbencia se ha ampliado a diversos campos, como la sociología del trabajo, sociología política, sociología económica, sociología de la salud y del medio ambiente, la sociología de la educación, sociología del arte, entre otros.

## Descripción
La ambición de la sociología pragmática es hacer una serie de desbordamientos a comparación de lo que ella llama "la sociología clásica": 
- En primer lugar, se esfuerza por ir más allá de la tradicional oposición entre el individuo y el colectivo. Se incluye en consecuencia, en un universo sociológico que busca escapar de "la oposición ritual de lo colectivo y lo individual, el holismo y el individualismo[2].

- En segundo lugar, tomando nota de la entrada en crisis de las categorías sociológicas tradicionales -como clase social, estatus, rol, cultura, sociedad, poder, etc.-, la sociología pragmática "nos invita a confeccionar herramientas de análisis teniendo en cuenta una pluralidad de modalidades de participación de los seres, humanos y no-humanos, en el mundo"[3].

- En tercer lugar, se niega a ubicarse en una exclusiva relación de ruptura con el sentido común, mas en un doble movimiento de continuidad y discontinuidad con este. De ello se desprende una inversión de perspectiva en relación con la postura epistemológica de Pierre Bourdieu -se pasa de la sociología crítica a una sociología de la crítica, según Luc Boltanski (1990).

- En cuarto lugar, se desmarca de la sociología de Pierre Bourdieu, de la cual reprocha su determinismo, pero también de la perspectiva individualista metodológica de Raymond Boudon. En comparación con este último, la sociología pragmática rechaza la idea de un individuo racional, uniforme, calculador y utilitario, prefiriendo recurrir a nociones como la de "actantes", "agentes", "seres", etc., que pueden ser tanto personas singulares como objetos, entidades morales o jurídicas. Para los propios individuos humanos, la sociología pragmática se centra en la variedad de sus estados, de acuerdo a las situaciones. Laurent Thévenot (2006) habla de "una personalidad de diapositivas", de la misma manera como Bernard Lahire define al individuo social como un "hombre plural"[4]

- En quinto lugar, se esfuerza por superar la división micro/macro, que ha estructurado el estudio de la sociología, centrándose, a través de múltiples vías desde la aparición de colectivos o las movilizaciones hasta formas de totalización o mayor nivel de generalidad, en la realidad sustancial de las instituciones[5] o, como en el caso de la sociología de las alertas y las controversias, a la duración de los procesos a través de los cuales se transforman las instituciones.[6]

## La Corriente Pragmática
La denominación de "pragmática" no es una invención de los sociólogos. El término tiene una larga historia con raíces en tradiciones filosóficas, (especialmente la filosofía analítica y la filosofía del lenguaje), así como en diversas áreas de las ciencias humanas, tales como la teoría lingüística y la semiótica.[cita requerida]
La corriente pragmática también está inspirada en el trabajo antropológico, gracias al enfoque metodológico del trabajo de campo.
Algunos autores hablan de "giro pragmático", otros de "edad del pragmatismo". Por lo demás, no hay uno sino "muchos" pragmáticos, o más bien varias fuentes de estos enfoques pragmáticos: el pragmatismo filosófico como tal (a través de John Dewey y William James, en particular), la pragmática del lenguaje, la sociolingüística, etc. Autores tan diversos como Austin y Searle, Habermas y Goffman, Bruno Latour, Luc Boltanski y Nathalie Heinich pueden reconocerse como pragmáticos.

## Movimientos críticos
En El nuevo espíritu del capitalismo (1999), Luc Boltanski y Ève Chiapello ofrecen una primera inflexión crítica a la sociología pragmática, apuntando a las nuevas condiciones de funcionamiento del capitalismo vinculadas a un mundo en red. Boltanski radicalizará su posición crítica en De la crítica (2009), mediante la elaboración de una teoría crítica pragmatista en la intersección de la sociología pragmática inicial y la revisión de los clásicos de la disciplina (Karl Marx, la Escuela de Frankfurt o Bourdieu). 
Philippe Corcuff realiza una crítica pragmatista similar en su libro ¿Que ha sucedido con la crítica social?. Este movimiento hacia la crítica produjo una reacción de otros autores del mismo movimiento como Yannick Barthe, Cyril Lemieux y Jean-Philippe Heurtin, quienes elaboraron el texto titulado Sociología pragmática: una guía para el usuario, publicado en el diario Politix (2014).

## Autores asociados a esta corriente
- Luc Boltanski
- Francis Chateauraynaud
- Daniel Cefaï
- Philippe Corcuff
- Alain Desrosières
- Nicolas Dodier
- Nathalie Heinich
- Antoine Hennion
- Cyril Lemieux
- Laurent Thévenot
- Bruno Latour
- Michel Callon